# هانز فاناكن
هانز فاناكن (24 أغسطس 1992 بالإقليم الفلامندي في بلجيكا - ) هو لاعب كرة قدم بلجيكي في مركز الوسط. شارك مع منتخب بلجيكا تحت 21 سنة لكرة القدم. أما مع النوادي، فقد لعب مع نادي كلوب بروج ونادي لوكيرين ولوميل يونايتد.

## روابط خارجية
- هانز فاناكن على موقع الاتحاد الدولي (مؤرشف)  (الإنجليزية)
- هانز فاناكن على موقع الاتحاد الأوربي (الإنجليزية)
- هانز فاناكن على موقع الاتحاد البلجيكي (الإنجليزية)
- هانز فاناكن على موقع إي إس بي إن إف سي (الإنجليزية)
- هانز فاناكن على موقع قاعدة بيانات كرة القدم.إي يو (الإنجليزية)
- هانز فاناكن على موقع ليكيب (الفرنسية)
- هانز فاناكن على موقع ناشيونال فوتبول تيمز (الإنجليزية)
- هانز فاناكن على موقع Soccerbase.com (لاعب) (الإنجليزية)
- هانز فاناكن على موقع Soccerway.com (الإنجليزية)
- هانز فاناكن على موقع عالم كرة القدم.نت (الإنجليزية)